# Farmington (Utah)
Farmington és una població dels Estats Units a l'estat de Utah. Segons el cens del 2000 tenia 12.081 habitants.

## Demografia
Segons el cens del 2000, Farmington tenia 12.081 habitants, 4.087 habitatges, i 2.769 famílies. La densitat de població era de 601,1 habitants per km².
Dels 4.087 habitatges en un 56,6% hi vivien nens de menys de 18 anys, en un 80,8% hi vivien parelles casades, en un 6,8% dones solteres, i en un 10,3% no eren unitats familiars. En el 8,3% dels habitatges hi vivien persones soles el 2,8% de les quals corresponia a persones de 65 anys o més que vivien soles. El nombre mitjà de persones vivint en cada habitatge era de 3,72 i el nombre mitjà de persones que vivien en cada família era de 3,97.
Per edats la població es repartia de la següent manera: un 37% tenia menys de 18 anys, un 11,4% entre 18 i 24, un 27,1% entre 25 i 44, un 19% de 45 a 60 i un 5,4% 65 anys o més.
L'edat mediana era de 26 anys. Per cada 100 dones de 18 o més anys hi havia 109,4 homes.
La renda mediana per habitatge era de 74.250 $ i la renda mediana per família de 78.492 $. Els homes tenien una renda mediana de 56.847 $ mentre que les dones 30.464 $. La renda per capita de la població era de 24.407 $. Entorn de l'1,6% de les famílies i el 2,4% de la població estaven per davall del llindar de pobresa.

## Poblacions més properes
El següent diagrama mostra les poblacions més properes.